# Saint-Georges-Montcocq

Saint-Georges-Montcocq este o comună în departamentul Manche, Franța. În 1 ianuarie 2022 avea o populație de 983 de locuitori.